# Cirque Arachne
Cirque Arachne (Cirque Arachne-サーク・アラクニ-?) è un manga yuri, scritto e disegnato da Nika Saida e pubblicato nel corso dell'anno 2012 sulla rivista Comic Yuri Hime. I capitoli sono stati poi raccolti in un unico volume tankōbon.

## Trama
Teti, figlia d'arte e da poco orfana di padre, viene accolta nel Circo Aracne, gestito dalla forte ed energica figura di Lenny, donna sola con grande spirito manageriale.
Avviata alle arti circensi fin dalla tenera età, alla nuova arrivata viene lasciato esibirsi con la talentuosa e taciturna trapezista, Charlotte.
Affascinata dalla bionda e misteriosa compagna di spettacolo, Teti finisce per innamorarsi della ragazza, ma — incapace di dichiarare i propri sentimenti — nasconde il tutto sotto un atteggiamento eccessivamente amichevole e spigliato verso la ritrosa Lotte. Quest'ultima, trovando nella compagna, le qualità positive di amore verso la vita, istintività e spontaneità, finisce a sua volta a nutrire ardenti sentimenti d'affetto verso Teti, abbandonando la fredda alterigia nelle proprie esibizioni ed esprimendosi con più passionali movenze.
Apparentemente senza possibilità di coronare il loro sogno d'amore, durante un momento di intimità, le due ragazze svelano i propri sentimenti l'un l'altra. Ormai una coppia affiatata, alle due non rimane che trascorrere con serenità e dedizione artistica la propria vita di circensi del Circo Aracne.

## Personaggi
Tethis, detta Teti
Costretta ad una vita errabonda fin dalla tenera età, a causa del lavoro del padre, famoso artista circense, Teti ha tuttavia guadagnato in termini di libertà ed esperienza da tale passato. Giunta alle soglie dell'età adulta, è infatti una giovane più che capace in molte discipline circensi, ed un carattere curioso ed amichevole.
Charlotte, detta Lotte
Figlia di un eminente politico, è costretta con i fratelli più piccoli a rifugiarsi in incognito da una zia, a causa del lavoro del padre. Un tempo provetta ballerina classica, Lotte decide di aiutare la famiglia prendendo parte al circo Aracne, preferendo però, stavolta, di danzare in aria piuttosto che sulla terraferma.